# Ли Вон Хи
Ли Вон Хи (кор. 이원희; родился 19 июля 1981; Южная Корея) — корейский дзюдоист, чемпион Олимпийских игр, чемпион мира, чемпион Азиатских игр, чемпион Азии.

## Биография
Международную карьеру начал в 1999 году со второго места на международном турнире Sungcop в Сеуле, на следующий год занял там третье место. В 2001 году был вторым на Кубке Президента России в Новокузнецке. В 2002 году на турнирах серии «A» был вторым на Tournoi De Paris и первым на турнире в Леондинге. 2003 год начал с третьего места на Tournoi De Paris, а затем началась череда побед: на турнире серии «A» в Будапеште, Универсиаде, чемпионате мира, чемпионате Азии и лишь на турнире Korea Open остался вторым. Всего Ли Вон Хи победил в 48 схватках подряд. В 2004 году победил на турнире серии «A» в Москве.
Перед турниром в рамках Олимпийских игр 2004 года рассматривался как явный фаворит. Боролся в категории до 73 килограммов. Спортсмены были разделены на две группы, в каждой из которой проводился турнир с выбыванием после поражения; победители встречались в финале. Проигравшие полуфиналистам участвовали в утешительных встречах, по результатам которых определялись два бронзовые призёра. В категории боролись 33 дзюдоиста.
Противники ничего не смогли противопоставить корейскому дзюдоисту. Пять из четырёх встреч Ли Вон Хи выиграл досрочно, две из них своей отточенной передней подножкой. В финале за девять секунд до конца встречи эффектным броском с захватом руки на плечо и зацепом изнутри, уложил на спину Виталия Макарова, который впрочем и так проигрывал.
| Круг  | Соперник         | Страна                    | Итог   | С оценкой             | Продолжительность |
| ----- | ---------------- | ------------------------- | ------ | --------------------- | ----------------- |
| 1/16  | Анатолий Ларюков | Болгария                  | Победа | юко (Кибису Гаэси)    | 5:00              |
| 1/8   | Джимми Педро     | Соединённые Штаты Америки | Победа | иппон (Сэойнагэ)      | 3:37              |
| 1/4   | Геннадий Белодед | Украина                   | Победа | иппон (Тай Отоси)     | 0:36              |
| 1/2   | Виктор Бивол     | Молдова                   | Победа | иппон (Тай Отоси)     | 1:35              |
| Финал | Виталий Макаров  | Россия                    | Победа | кока (Коути Макикоми) | 4:51              |

В 2004 году ещё был первым на Korea Open. В 2005 году завоевал Суперкубок мира в Гамбурге, а на Korea Open был лишь третьим. В 2006 году был вторым на Кубке Дзигоро Кано, третьим на Super World Cup Tournoi De Paris, стал обладателем Кубка мира и чемпионом Азиатских игр. В ходе Азиатских игр тяжело сломал лодыжку, перенёс несколько операций: кости ноги были скреплены восемью металлическими винтами.
После восстановления и отборочных соревнований, не был выбран для участия Летних Олимпийских играх 2008 года в Пекине и закончил карьеру.
Был женат на известной спортсменке Ким Хен Ми (гольф), от брака имеет двоих детей, но впоследствии пара распалась.